# Elena Ledda
Elena Ledda (Selargius, 1959) é uma cantora e compositora sarda, atualmente considerada a voz feminina sarda de maior êxito. 

## Álbuns
- Ammentos (1979)
- Is Arrosas (1984)
- Sonos (1988)
- Incanti (1993)
- Sonos Langaos (1999)
- Maremannu (2000)
- Amargura (2005)